# Magnus Ulväng
Magnus Ulväng, född 1970, är en svensk jurist som 2010 utsågs till professor i straffrätt på Juridiska fakulteten vid Uppsala universitet.   Där har Ulväng tidigare också avlagt juris doktorsexamen 2005, samt juris kandidatexamen 1997.
Ulvängs forskning berör straffrättsliga konkurrensfrågor samt frågor om uppsåt och oaktsamhet, och har dokumenterats i ett antal böcker, skrifter och artiklar.
Ulväng har varit medlem av redaktionen för Juridisk Tidskrift och tjänstgjorde som expert i Påföljdsutredningen och straffrabattsutredningen. Han är även utsedd till expert i en utredning som skall se över narkotikastrafflagen.
Magnus Ulväng är sonsons sonson till Carl Erik Carlson.